# Championnats d'Europe de slalom (canoë-kayak) 2009
Navigation
2008 2010
Les championnats d'Europe de slalom de canoë-kayak se déroulent à Nottingham (Royaume-Uni) du 28 au 31 mai 2009.

## Résultats

### Hommes

#### Canoë
| Event                       | Or | Résultat | Argent                                                                                                 | Résultat | Bronze | Résultat |
| Canoë monoplace par équipes | République tchèque Jan Masek Tomas Indruch Stanislav Jezek                                              | 98.11    | France Nicolas Peschier Denis Gargaud Chanut Tony Estanguet                                            | 98.52    | Allemagne Nico Bettge Jan Benzien Sideris Tasiadis                                                             | 99.10    |
| Canoë biplace par équipes   | République tchèque David Mruzek Jaroslav Pospisil Tomáš Máder Marek Jiras Ondrej Stepanek Jaroslav Volf | 111.22   | Royaume-Uni Colin Radmore Daniel Goddard Richard Hounslow David Florence Etienne Stott Timothy Baillie | 112.17   | Pologne Pawel Sarna (céiste) Grzegorz Wojs Dariusz Chlebek Patryk Brzezinski Piotr Szczepański Marcin Pochwała | 118.30   |
| Canoë monoplace             | Slovaquie Michal Martikan                                                                               | 95.66    | Slovaquie Alexander Slafkovsky                                                                         | 96.26    | Allemagne Jan Benzien                                                                                          | 97.51    |
| Canoë biplace               | Slovaquie Pavol Hochschorner Peter Hochschorner                                                         | 101.20   | France Damien Troquenet Mathieu Voyemant                                                               | 103.52   | Royaume-Uni Timothy Baillie Etienne Stott                                                                      | 104.37   |

#### Kayak
| Event             | Or                                                      | Résultat | Argent                                                    | Résultat | Bronze                                           | Résultat |
| Kayak par équipes | Royaume-Uni Huw Swetnam Richard Hounslow Campbell Walsh | 94.62    | Allemagne Sebastian Schubert Tim Maxeiner Alexander Grimm | 94.70    | France Julien Billaut Boris Neveu Fabien Lefèvre | 94.80    |
| Kayak monoplace   | Italie Daniele Molmenti                                 | 92.49    | France Boris Neveu                                        | 92.93    | France Julien Billaut                            | 93.43    |

### Dames

#### Kayak
| Event             | Or                                                       | Résultat | Argent                                                    | Résultat | Bronze                                                        | Résultat |
| Kayak par équipes | Royaume-Uni Lizzie Neave Laura Blakeman Louise Donington | 108.63   | Slovaquie Gabriela Stacherova Elena Kaliska Jana Dukátová | 110.46   | Allemagne Jennifer Bongardt Jasmin Schornberg Melanie Pfeifer | 113.43   |
| Kayak monoplace   | Slovaquie Elena Kaliska                                  | 104.24   | France Emilie Fer                                         | 105.60   | France Mathilde Pichery                                       | 107.56   |

## Tableau des médailles
| Rang  | Nation             | Or | Argent | Bronze | Total |
| ----- | ------------------ | -- | ------ | ------ | ----- |
| 1     | Slovaquie          | 3  | 2      | 0      | 5     |
| 2     | Royaume-Uni        | 2  | 1      | 1      | 4     |
| 3     | République tchèque | 2  | 0      | 0      | 2     |
| 4     | Italie             | 1  | 0      | 0      | 1     |
| 5     | France             | 0  | 4      | 3      | 7     |
|       | Allemagne          | 0  | 1      | 3      | 4     |
| 7     | Pologne            | 0  | 0      | 1      | 1     |
| Total | Total              | 8  | 8      | 8      | 24    |